# 也门统一日
也门统一日 (英語：Unity Day of Yemen)，也称为也门国庆日，共和日，国家统一日。是也门的国庆日，定于每年5月22日。

## 历史
1990年5月22日也门民主人民共和国和也门阿拉伯共和国完成统一，形成新的也门共和国。为了纪念将这一天设为也门国庆日。也门总统会通过电视台和广播发表演讲，以及面向也门市民颁发国家贡献奖。